# Баб аль-Футух

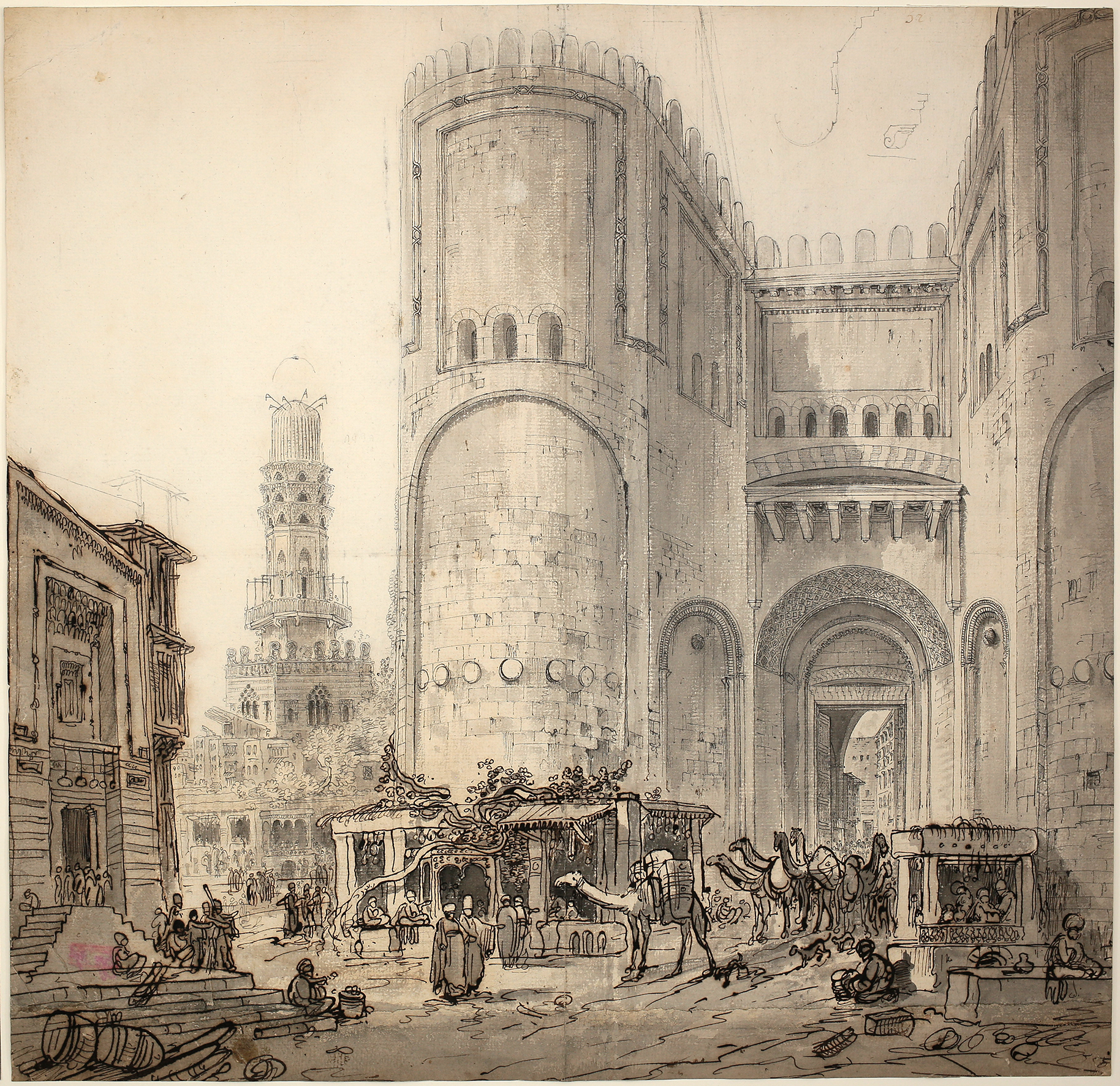
Баб аль-Футу, Луї-Франсуа Кассас, 1785

Баб аль Футух (Ворота Завоювань) — одні з трьох воріт, що залишилися в стінах старого міста Каїру, Єгипет.
Побудовані в 1087 на північній стороні. Двоє інших воріт, що залишилися — Баб аль-Наср (Ворота Перемоги) на півночі та Баб Зувейла (Ворота Зувейли) на півдні. Баб аль-Зувейла та Баб аль-Футух розташовані на вулиці Муїз в Каїрі.
Ворота були частиною укріплення, побудованого візиром Бадром аль-Джамалі Фатімідського халіфа Мустансира. Його округлі вежі мали кращу оборонну здатність, ніж квадратні вежі Баб аль-Наср. Навколо споруджено вали для заливання окропом або олією на нападників, стрілецькі щілини. Ворота вкриті рослинними та геометричними мотивами.
Висота Баб аль-Футух — 22 м, ширина — 23 м. Сирійський камінь був використаний для створення воріт. Складається з двох високих веж округлої форми, які з'єднані між собою стіною. Внизу стіни — вхід. Стіна над входом містить ісламські архітектурні елементи, такі як напівкругла арка з кам'яними різьбленими конструкціями та трикутні підвіски.

## Галерея

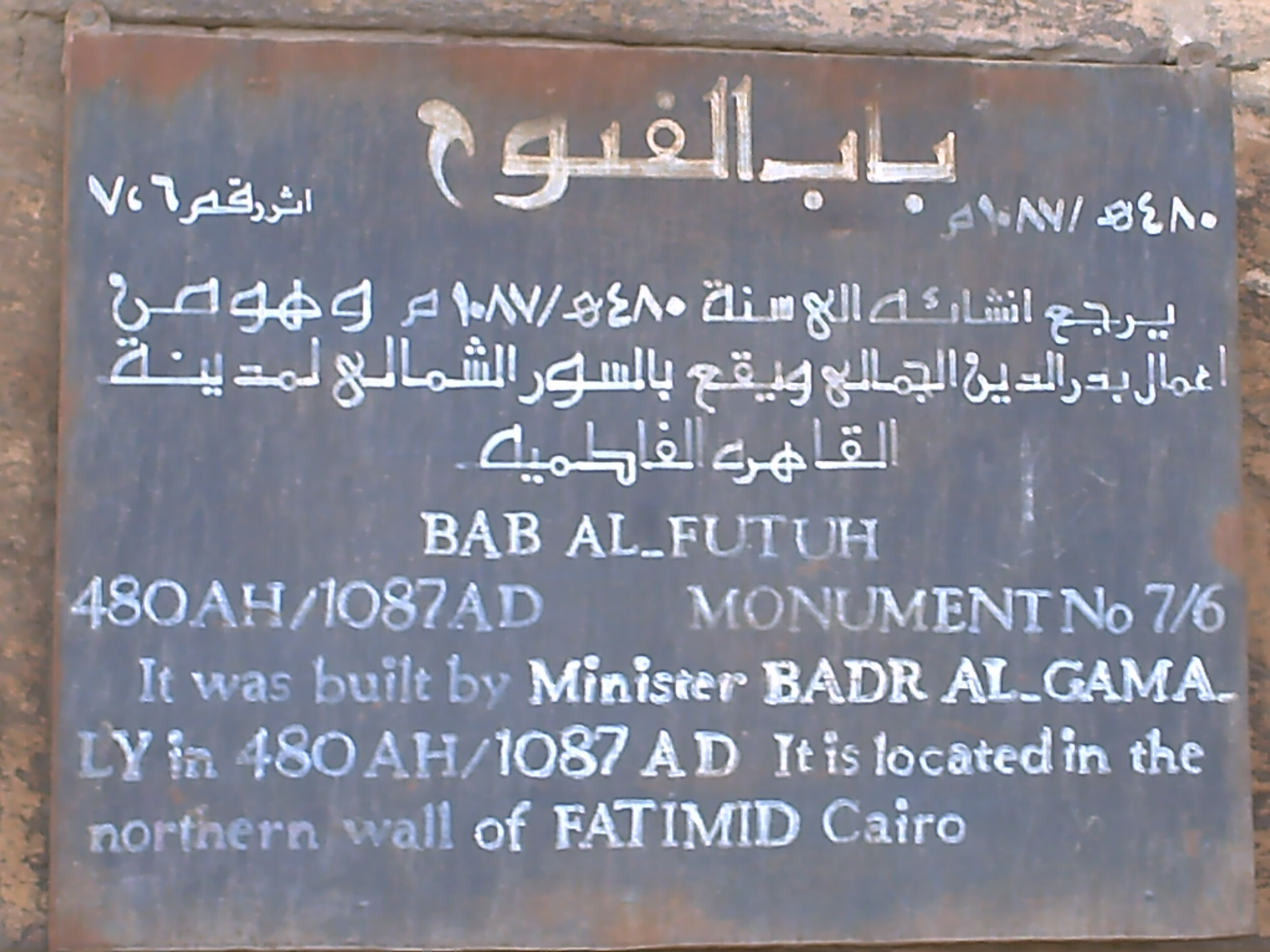
Іменна табличка
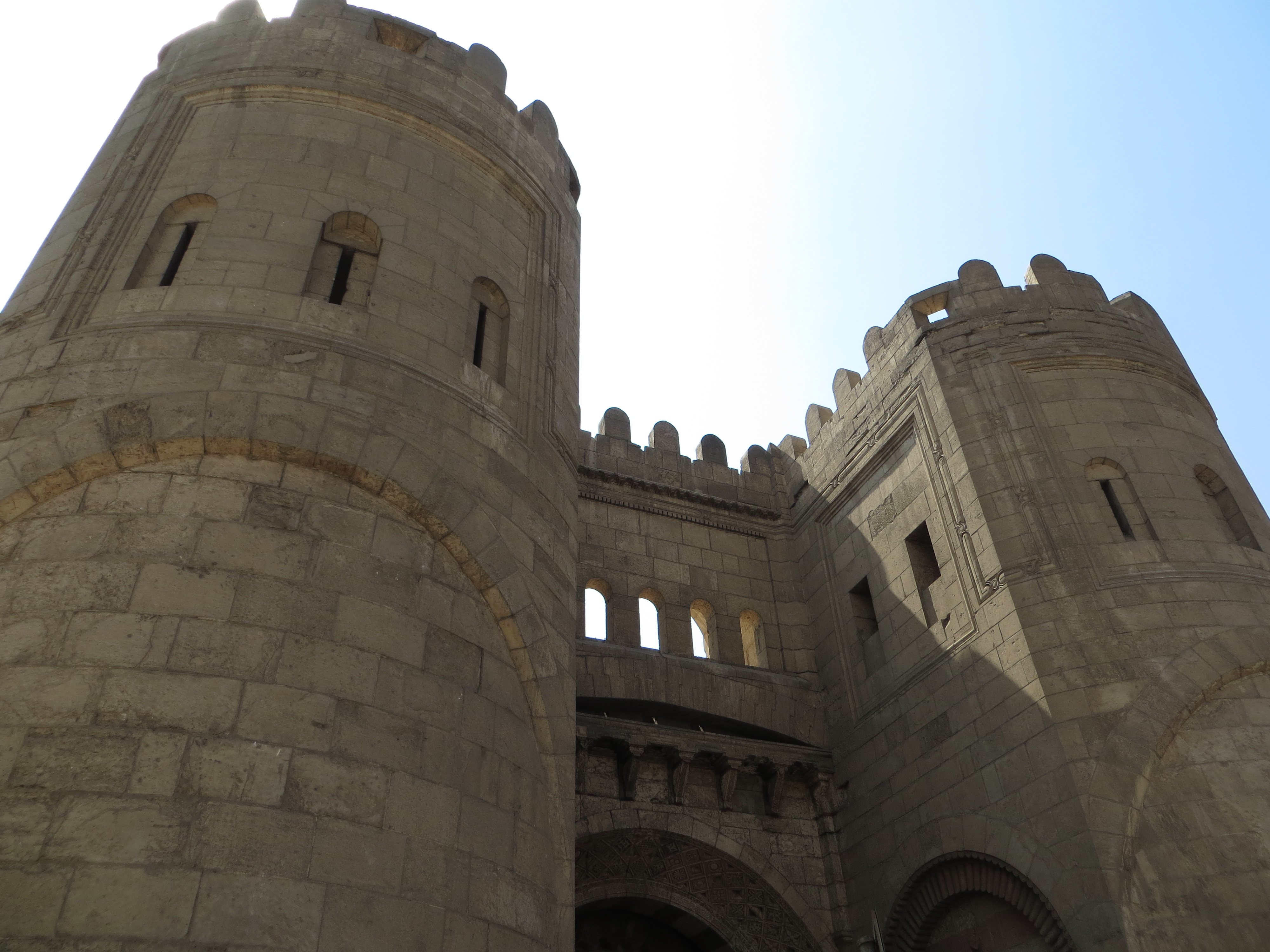
Баб аль-Футух, Каїр
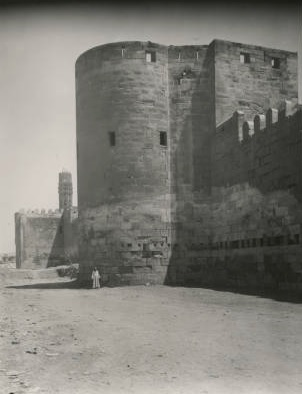
Зовнішня округла башта Баба аль-Футух
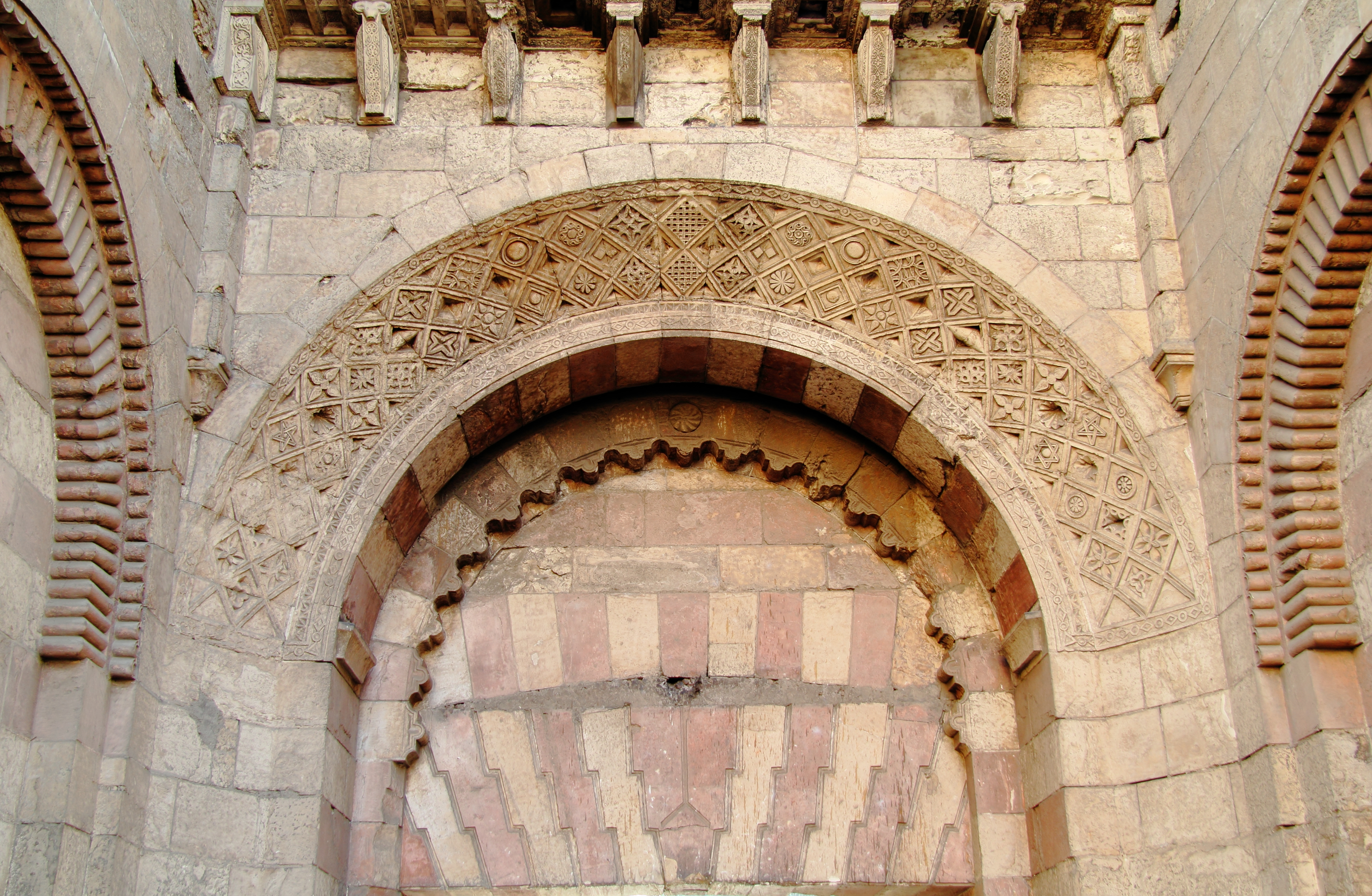
Трикутні підвіски та напівкругла арка з кам'яними різьбленими конструкціями над входом
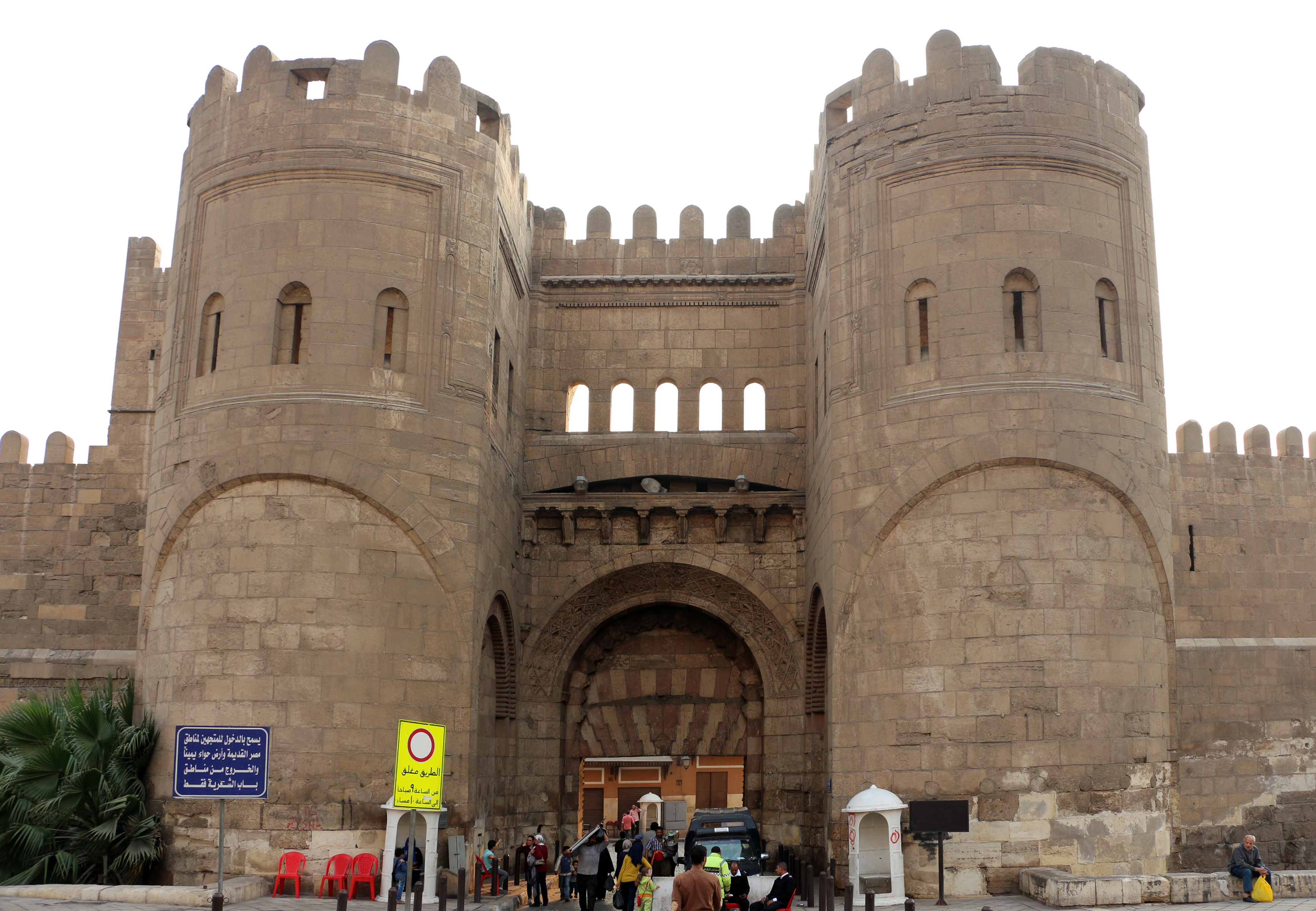
Баб аль-Футух